# 42
42 (XLII, na numeração romana) foi um ano comum do século I, do Calendário Juliano, da Era de Cristo, teve início a uma segunda-feira e terminou também a uma segunda-feira, e a sua letra dominical foi G.
| Ano completo                         |
| ------------------------------------ |
| Ano comum com início à segunda-feira |

## Eventos
- Romanos tomaram Ceuta.
- O território dos atuais estados Argélia e Marrocos torna-se província romana.
- Cláudio inicia construção do porto de Óstia.
- O general chinês My Yuan repele a rebelião das irmãs Trung em Tonquim.